# Lista de prefeitos de Dom Inocêncio
Constam a seguir os administradores eleitos no município de Dom Inocêncio, criado pela Lei Estadual n.º 4.206 de 7 de junho de 1988 sancionada pelo governador Alberto Silva e que foi instalado em 1º de janeiro de 1989.

## Prefeitos de Dom Inocêncio
| Ordem  | Lista de prefeitos do município  | Partido | Início do mandato     | Fim do mandato         | Cidade onde nasceu  | Unidade federativa | Notas            |
| ------ | -------------------------------- | ------- | --------------------- | ---------------------- | ------------------- | ------------------ | ---------------- |
| 1º     | Manuel Lira Parente              | PFL     | 1º de janeiro de 1989 | 31 de dezembro de 1992 | Bom Jesus           | Piauí              | [ 3 ]            |
| 2º     | Luís de Sousa Santos             | PFL     | 1º de janeiro de 1993 | 31 de dezembro de 1996 |                     |                    |                  |
| 3º     | Manuel Lira Parente              | PFL     | 1º de janeiro de 1997 | 31 de dezembro de 2000 | Bom Jesus           | Piauí              |                  |
| 4º     | Luís de Sousa Santos             | PSDB    | 1º de janeiro de 2001 | 31 de dezembro de 2004 |                     |                    |                  |
| 5º     | Manuel Lira Parente              | PFL     | 1º de janeiro de 2005 | 31 de dezembro de 2008 | Bom Jesus           | Piauí              |                  |
| 6º     | Inocêncio Leal Parente           | PSB     | 1º de janeiro de 2009 | 31 de dezembro de 2012 | Recife              | Pernambuco         |                  |
| 7º     | Luzivalter Dias dos Santos       | PSDB    | 1º de janeiro de 2013 | 31 de dezembro de 2016 | São Raimundo Nonato | Piauí              |                  |
| 8º     | Maria das Virgens Dias           | PP      | 1º de janeiro de 2017 | 31 de dezembro de 2020 | São Raimundo Nonato | Piauí              |                  |
| 8º     | Maria das Virgens Dias           | PP      | 1º de janeiro de 2021 | 31 de dezembro de 2024 | São Raimundo Nonato | Piauí              | [ 4 ] [ nota 1 ] |
| 9º     | Fernando Ribeiro de Castro Filho | PSD     | 1º de janeiro de 2025 | Em exercício           | São Raimundo Nonato | Piauí              | [ 5 ]            |
| Fonte: |                                  |         |                       |                        |                     |                    |                  |

## Vice-prefeitos de Dom Inocêncio
| Ordem  | Lista de vice-prefeitos do município | Partido    | Início do mandato     | Fim do mandato         | Cidade onde nasceu  | Unidade federativa | Notas |
| ------ | ------------------------------------ | ---------- | --------------------- | ---------------------- | ------------------- | ------------------ | ----- |
| 1º     | Marinho Rodrigues Damasceno          | PFL        | 1º de janeiro de 1989 | 31 de dezembro de 1992 |                     |                    |       |
| 2º     | Não disponível                       | [ nota 2 ] | 1º de janeiro de 1993 | 31 de dezembro de 1996 |                     |                    |       |
| 3º     | Maria das Virgens Dias               | PFL        | 1º de janeiro de 1997 | 31 de dezembro de 2000 | São Raimundo Nonato | Piauí              |       |
| 4º     | Cornélio Ribeiro da Silva            | PMDB       | 1º de janeiro de 2001 | 31 de dezembro de 2004 |                     |                    |       |
| 5º     | Inocêncio Leal Parente               | PFL        | 1º de janeiro de 2005 | 31 de dezembro de 2008 | Recife              | Pernambuco         |       |
| 6º     | Maria das Virgens Dias               | PTB        | 1º de janeiro de 2009 | 31 de dezembro de 2012 | São Raimundo Nonato | Piauí              |       |
| 7º     | José Arimateia Oliveira Silva        | PMDB       | 1º de janeiro de 2013 | 31 de dezembro de 2016 | São Raimundo Nonato | Piauí              |       |
| 8º     | Marcos Oliveira Damasceno            | PT         | 1º de janeiro de 2017 | 31 de dezembro de 2020 | São Raimundo Nonato | Piauí              |       |
| 9º     | Maria da Conceição Leal              | PP         | 1º de janeiro de 2021 | 31 de dezembro de 2024 | Manoel Emídio       | Piauí              | [ 4 ] |
| 10º    | Marcos Oliveira Damasceno            | PT         | 1º de janeiro de 2025 | Em exercício           | São Raimundo Nonato | Piauí              | [ 5 ] |
| Fonte: |                                      |            |                       |                        |                     |                    |       |

## Vereadores de Dom Inocêncio
Relação ordenada conforme o número de mandatos exercidos por cada vereador a partir do ano de sua primeira eleição, observado sempre que possível a ordem alfabética.
| José Nilton de Sousa             | 05 | 2004, 2008, 2012, 2016, 2020 | São Raimundo Nonato | Piauí      |
| Raimundo Ribeiro de Sousa        | 05 | 2004, 2008, 2012, 2016, 2020 | São Raimundo Nonato | Piauí      |
| José de Sousa Filho              | 04 | 1988, 1992, 1996, 2000       |                     |            |
| Ângelo Oliveira Silva            | 04 | 2004, 2012, 2016, 2020       | São Raimundo Nonato | Piauí      |
| Genivaldo da Silva Coelho        | 04 | 2008, 2012, 2016, 2020       | São Raimundo Nonato | Piauí      |
| Walter de Sousa Gomes            | 04 | 2008, 2012, 2016, 2020       | Dom Inocêncio       | Piauí      |
| Benedito de Sousa Marques        | 03 | 1988, 1992, 1996             |                     |            |
| Maria das Virgens Dias           | 03 | 1988, 1992, 2000             | São Raimundo Nonato | Piauí      |
| Ildemar Dias Pereira             | 03 | 1992, 1996, 2000             | São Raimundo Nonato | Piauí      |
| Pedro da Costa Braga             | 03 | 1992, 1996, 2000             | São Raimundo Nonato | Piauí      |
| Otávio da Mata Almeida           | 03 | 2004, 2008, 2012             | São Raimundo Nonato | Piauí      |
| Antônio Dias de Souza            | 03 | 2012, 2016, 2020             | São Raimundo Nonato | Piauí      |
| Honório Pereira da Silva         | 02 | 1992, 1996                   |                     |            |
| José Ferreira dos Santos         | 02 | 1992, 1996                   |                     |            |
| Juracy de Assis Ribeiro          | 02 | 2000, 2004                   | São Raimundo Nonato | Piauí      |
| Edvarde Dias de Souza            | 02 | 2004, 2008                   | São Raimundo Nonato | Piauí      |
| Manoel Dias de Souza             | 02 | 2004, 2008                   | São Raimundo Nonato | Piauí      |
| Sérgio Rodrigues da Costa        | 02 | 2004, 2008                   | São Raimundo Nonato | Piauí      |
| Clodoaldo Dias Pereira           | 02 | 2016, 2020                   | São Raimundo Nonato | Piauí      |
| Cornélio Ribeiro da Silva        | 01 | 1988                         |                     |            |
| Eusébio Gomes Ferreira           | 01 | 1988                         |                     |            |
| Gercino Dias de Sousa            | 01 | 1988                         |                     |            |
| João Lopes de Almeida            | 01 | 1988                         |                     |            |
| José Alexandre dos Santos        | 01 | 1988                         |                     |            |
| Maria Vandi Dias da Costa        | 01 | 1988                         |                     |            |
| Enedino Rodrigues Damasceno      | 01 | 1992                         |                     |            |
| Gilbem Dias de Sousa             | 01 | 1992                         |                     |            |
| José Antônio da Silva            | 01 | 1996                         | São Raimundo Nonato | Piauí      |
| José de Arimateia Oliveira Silva | 01 | 1996                         |                     |            |
| Mariano Dias de Sousa            | 01 | 1996                         | São Raimundo Nonato | Piauí      |
| Aristeu de Sena Oliveira         | 01 | 2000                         |                     |            |
| Benedito de Souza Marques        | 01 | 2000                         |                     |            |
| Inocêncio Leal Parente           | 01 | 2000                         | Recife              | Pernambuco |
| José Arimateia Oliveira Silva    | 01 | 2000                         | São Raimundo Nonato | Piauí      |
| Erisvá Pereira da Silva          | 01 | 2004                         | São Raimundo Nonato | Piauí      |
| Joaquim Luiz Pereira Neto        | 01 | 2008                         | São Raimundo Nonato | Piauí      |
| Adailson Alves Dias              | 01 | 2012                         | São Raimundo Nonato | Piauí      |
| Damião Barbosa de Sousa          | 01 | 2012                         | São Raimundo Nonato | Piauí      |
| Osvaldo Mendes da Silva          | 01 | 2016                         | São Raimundo Nonato | Piauí      |
| Ronaldo de Sousa Costa           | 01 | 2016                         | São Raimundo Nonato | Piauí      |
| Elisângela Damasceno de Sousa    | 01 | 2020                         | São Raimundo Nonato | Piauí      |
| Sílvio Mendes dos Santos         | 01 | 2020                         | São Raimundo Nonato | Piauí      |
| Fonte:                           |    |                              |                     |            |